# Ґамаль аль-Гітані
Ґамаль аль-Гітані (араб. جمال الغيطاني, англ. Gamal el-Ghitani; нар. 9 травня 1945, Джухайна, Сохаг, Єгипет — пом. 18 жовтня 2015) — єгипетський прозаїк та журналіст, автор історичних романів, культурних і політичних розвідок, сатиричних памфлетів. Головний редактор єгипетського літературного часопису Akhbar Al-Adab («Новини культури»).

## Біографія
Ґамаль аль-Гітані народився 9 травня 1945 року в бідній родині в місті Джухайна мухафази Сохаг у Верхньому Єгипті, і ще будучи дитиною, разом з батьками переїхав до Каїра.
Аль-Гітані почав писати у юному віці, і його невелике оповідання вперше було опубліковано, коли йому було тільки 14 років. За освітою Ґамаль дизайнер килимів, диплом він отримав 1962 року.
Аль-Гітані продовжував писати, і за критичні зауваження на адресу тодішнього політичного режиму Абдель Насера, його навіть було ув'язнено у період від жовтня 1966 до березня 1967 року.
1969 року кар'єра Гамаля аль-Гітані повернулася в бік його літературних зацікавлень — він став журналістом єгипетської щотижневої газети «Ахбар Ель-Йом» («Новини за день»).

## Особисте життя
Ґамаль аль-Гітані одружений з Магдою ель-Ґінді (Magda El Guindy), також журналістом, головним редактором часопису «Аладдін», дитячого відділення Аль-Ахраму. У подружжя є син Мохаммад і дочка Магда.

## Творчість
Ставши журналістом, Ґамаль аль-Гітані продовжує багато писати, зокрема він відданий історичній прозі (роман «Аз-Зейні Баракят») й створенню численних оповідань. У багатьох творах письменника дія розгортається в Каїрі. Так само автор продовжує бути уважним до актуальних подій життя, політичного і культурного, відгукуючись на них періодичними новелами, в т.ч. і сатиричними. З метою популяризації сучасної арабської культури аль-Гітані бере участь у створенні літературного часопису «Gallery 68».
1980 року аль-Гітані нагородили Єгипетською Національною премією з літератури (Egyptian National Prize for Literature), а 1987 року — письменник став кавалером французького Ордену мистецтв та літератури (фр. Ordre des Arts et des Lettres).
1985 року аль-Гітані став головним редактором газети «Аль-Ахбар» («Новини»), продовжуючи бути відповідальним за літературний відділ тижневика «Ахбар Ель-Йом».
Від 1993 року Ґамаль аль-Гітані — головний редактор Akhbar Al-Adab, єгипетського провідного літературного часопису. 2005 року письменника нагородили французькою премією у галузі перекладної літератури Laure Bataillon, однією з найвищих для нефранцузьких авторів. Аль-Гітані удостоївся нагороди за свій найобсяжнішій 3-томний твір «Книга осяяння» (Kitâb al-Tagalliyyât).

## Твори

Радянське видання роману аль-Гітані «Аз-Зейні Баракят» російською (М.: «Радуга», 1986)

- Awraq Shab ‘Asha mundhu Alf ‘Am, 1969
- Ard .. Ard, 1972
- «Аз-Зейні Баракят» (Zayni Barakat), 1974
- «Облога з трьох боків» (Al-Hisar min Thalath Gihat), 1975
- Історії Ель-Ґаріба (Hikayat el-Gharib) 1976
- Хроніка вулиці аз-Заафарані (Waqi'i' Harat al-Za'farani), 1976
- «аль-Ріфаї» (al-Rifai), 1977
- «Пам'ять про те, що сталось» (Dhikr ma Jara), 1978.
- Khitat al-Ghitani, 1980
- «Книга осяяння» (Ketab Al Tagaliyat, 3 томи), 1983-86.
- Muntasaf Layl al-Ghurba, 1984
- Ahrash al-Madina, 1985
- Ithaf aI-Zaman bi-Hikayat Jalbi al-Sultan, 1985
- Risala min al-Sababa wal Wagd, 1988
- Shath al-Madina, 1990
- Risilat al-Basi'ir fi al-Masi'ir, 1989
- Thimar al Waqt, 1990
- Asfar al-Asfar, 1992
- Asfar al-Mushtaq, 1992
- Ha-tif al-Maghib, 1992
- Min Daftar al-'Ishq wal-Ghurba, 1993
- Naftha Masdur, 1993
- Mutun Al- Ahram, 1994
- Shatf al-Nar, 1996
- Hikayat Al Mo'asasa, 1997
- «Ель-Зувейл» (Al Zowail), 2006
- Rinn, 2008